# Adelaide Hanscom Leeson

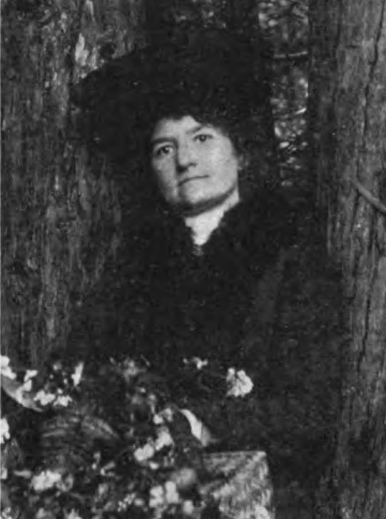
Adelaide Hanscom, um 1906

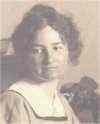
Adelaide Hanscom, um 1900

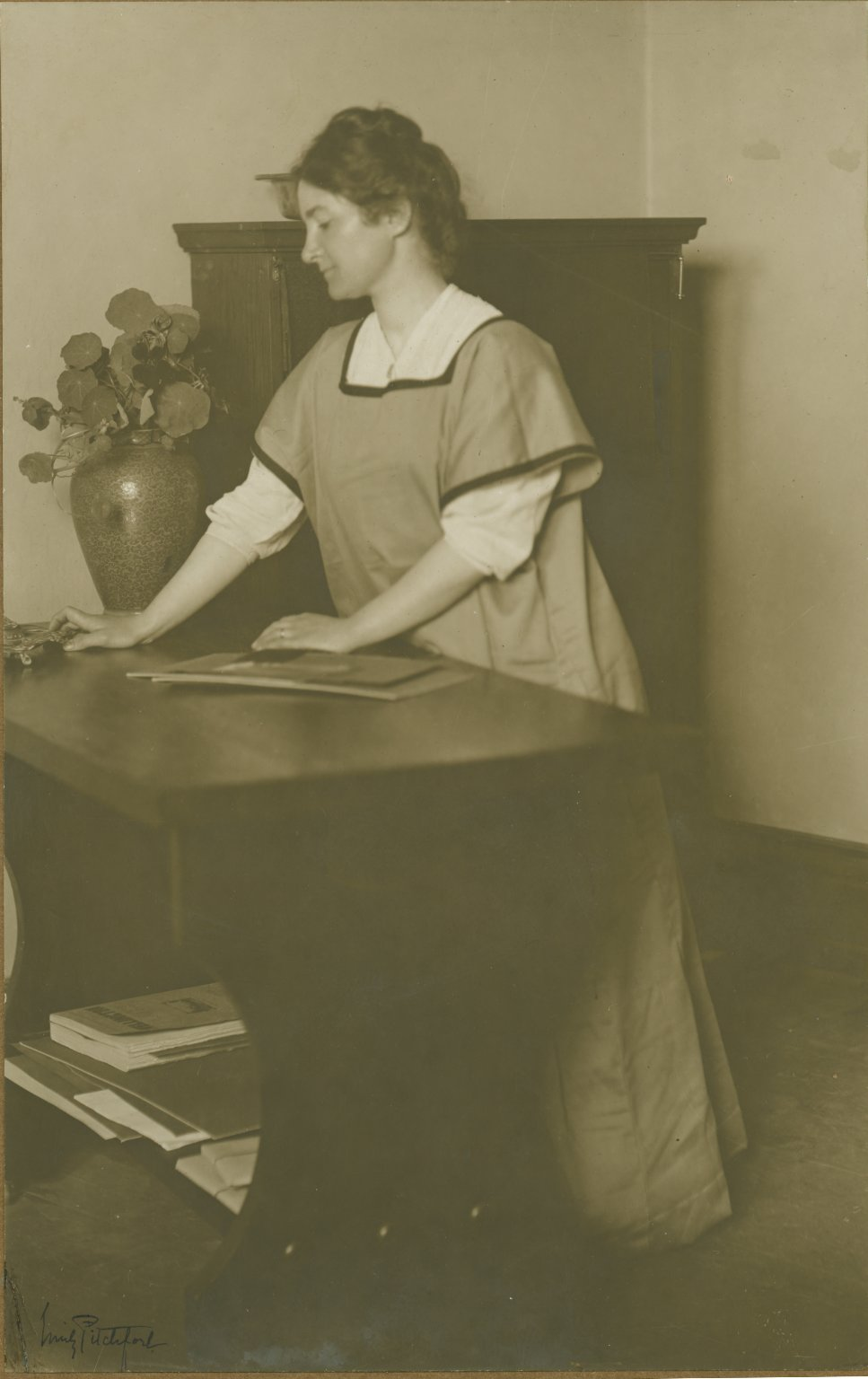
Porträt von Adelaide Hanscom von Emily Pitchford, um 1900

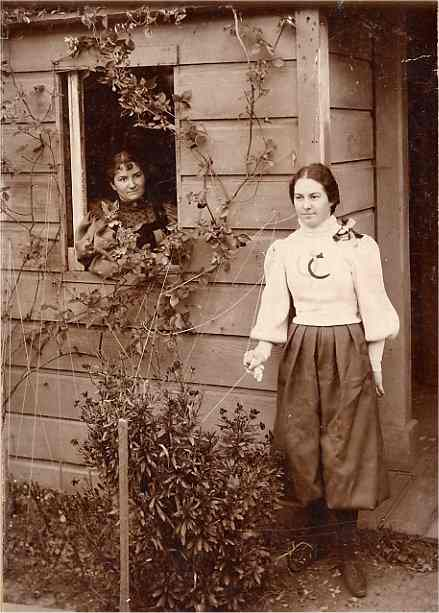
Adelaide Hanscom und ihre Schwester Sarah, um 1910

Adelaide Hanscom Leeson (* 25. November 1875 in Coos Bay (Oregon), USA; † 19. November 1931 in Pasadena (Kalifornien), USA) war eine amerikanische Malerin und Fotografin. Sie war eine der ersten Künstlerinnen, die Fotos zur Illustration literarischer Werke verwendete. Zusammen mit den Fotografinnen Laura Adams Armer und Emily Pitchford gehört sie zu den Vertreterinnen des Piktorialismus.

## Leben und Werk

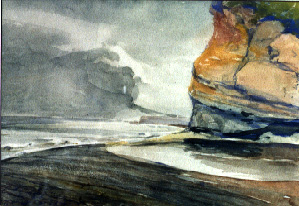
Gemälde: Red Cliffs, um 1929

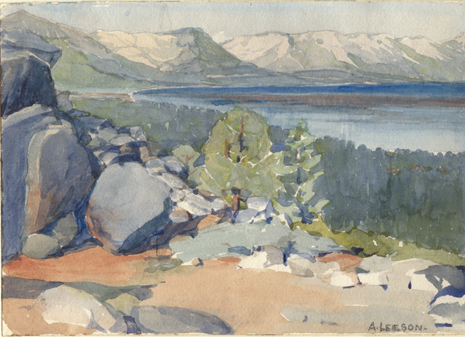
Gemälde: Lake Tahoe, 1929

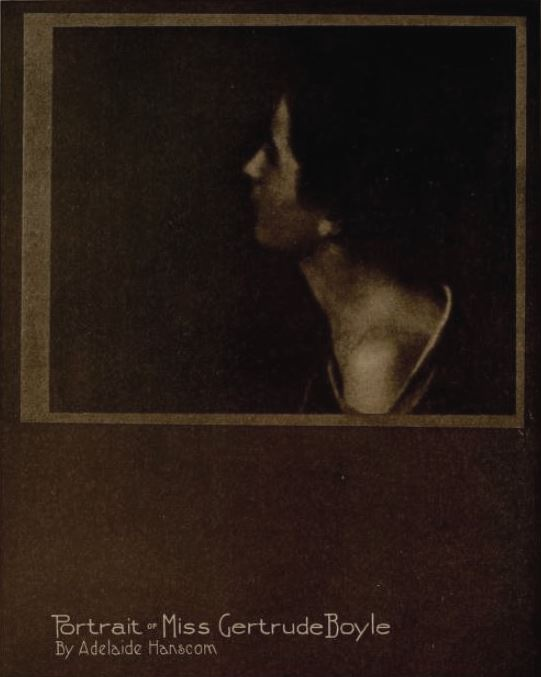
Porträt von Miss Gertrude Boyle aus Camera Craft, S. 190, April 1905

Leeson studierte in den 1890er Jahren Malerei bei lokalen Künstlern und Design an der University of California. Zwischen 1892 und 1900 stellte sie ihre Stillleben in Pastell, Buntstift, Öl und Aquarell bei den Ausstellungen der California State Fair in Sacramento und der Mechanics’ Institute Fair in San Francisco aus. 1898 stellte sie ihre auf Elfenbein gemalten Miniaturen in der San Francisco Art Association aus und eröffnete kurzzeitig ein Atelier in San Francisco. Von 1900 bis 1902 studierte sie bei Arthur Frank Mathews, Alice Chittenden und Frederick Meyer an der California School of Design im Mark Hopkins Institute of Art in San Francisco, dem heutigen San Francisco Art Institute. Parallel zu ihrer formalen Ausbildung studierte sie privat Fotografie bei ihren ehemaligen Studienkolleginnen Emily Pitchford und Laura Adams Armer, die ihr eigenes Fotostudio gegründet hatten. Es ist auch bekannt, dass sie das Haus der Fotografin Anne Brigman besucht und vermutlich einige ihrer Drucktechniken von Brigman gelernt hat.
1902 eröffnete sie in Zusammenarbeit mit Blanche Cummings ihr erstes Fotostudio in San Francisco. Leeson wurde Mitglied des California Camera Club und verkaufte ihre Landschaftsstudien an das Sunset Magazine. Auf dem Third Photographic Salon in San Francisco im Jahr 1903 stellte Leeson fünf Drucke aus, darunter die Porträtstudie von Louise Keeler und ihrem Baby mit dem Titel Mother and Child. Bei dieser Ausstellung sah sie die Drucke von Alfred Stieglitz, Edward Steichen und Gertrude Käsebier, welche die bildhafte Fotografiebewegung in New York anführten.

## Illustration des WerkesThe Rubaiyat of Omar Khayyam
Leeson begann Ende 1903 mit der Arbeit an einer Reihe von Fotografien, um die klassische Gedichtauswahl The Rubaiyat of Omar Khayyam zu illustrieren. Das Konzept, ein literarisches Werk mit Kunstfotografien zu illustrieren, war damals neu, und The Rubaiyat war eines der allerersten amerikanischen Bücher in diesem Genre.
1905 veröffentlichte sie die erste Ausgabe von The Rubaiyat und erhielt auf der Arts and Crafts Movement in England eine Silbermedaille. Aufgrund der großen Nachfrage folgten mehrere weitere Ausgaben, darunter ein Band von 1914 mit ganzseitigen Farbtafeln. In den frühen Ausgaben des Buches wurde nur Leeson als Fotograf genannt, während spätere auch Blanche Cummings als Fotografin aufgeführten. Leeson leistete mit diesen Illustrationen bedeutende Beiträge zur Bildfotografie. Ihre Bilder waren stark manipuliert, um einen malerischen Stil zu erreichen, und viele der Bilder wirkten nicht wie eine Fotografie. Einige von Leesons Arbeiten waren handkoloriert und stützten sich auf ihre frühere Kunstausbildung und waren in der Praxis durch die Manipulation von Negativ und Druck der Ausdruck ihrer piktorialistischen Philosophie. Sie kombinierte mehrere Negative und zeichnete Hintergründe und Ränder ein, um ihre künstlerischen Effekte zu erzielen. Die Bordürenmuster spiegelten die Ästhetik des damaligen Arts and Crafts Movement wider.
Das Erdbeben und der Brand in San Francisco im Jahr 1906 zerstörten ihr Atelier zusammen mit allen ihren Negativen. Leeson zog nach Seattle und eröffnete ein Studio mit Gertrude Wilson. Ihre Arbeit erlangte schnell lokale Bekanntheit, vielleicht unterstützt durch Alfred Stieglitz, der sie als assoziiertes Mitglied seiner Photo-Secession benannte. Stieglitz nahm im Dezember 1906 und Anfang 1907 zwei von ihren Drucken in die Ausstellung der Mitglieder der Photo-Secession in seine Little Galleries of the Photo-Secession in New York auf.

## Emblem für die Alaska–Yukon–Pacific Exposition und Illustration vonSonnets from the Portuguese
Im Jahr 1907 siegte Leeson mit einem Beitrag im nationalen Wettbewerb zur Auswahl eines Emblems für die Alaska–Yukon–Pacific Exposition, die 1909 in Seattle eröffnet wurde. Ihr Siegerbeitrag, der durch einstimmiges Votum des Komitees ausgewählt wurde, zeigte drei Frauen, die Seattle, Alaska und den Orient repräsentierten. Ihr Emblem wurde als Logo für die Ausstellung und für Medaillen und andere sammelbare Erinnerungsstücke verwendet. Unmittelbar nach ihrer Ankunft in Seattle begann Leeson mit der Arbeit an den fotografischen Illustrationen für Elizabeth Barrett Brownings Sonnets from the Portuguese, die 1916 veröffentlicht und mehrfach aufgelegt wurden.
Leeson heiratete 1908 den in Großbritannien geborenen Bergbauingenieur Arthur Leeson, mit dem sie zwei Kinder bekam. Die Arbeit ihres Mannes führte sie den größten Teil des Jahres nach Alaska, aber sie kehrte jedes Jahr nach Seattle zurück und behielt dort ihr Studio bis ca. 1911. Die Familie zog 1912 nach Danville, Kalifornien. 1916 meldete sich ihr Mann freiwillig zur britischen Armee, kehrte nach England zurück, wurde an die Westfront geschickt und im Einsatz getötet. Nachdem auch ihr Vater verstorben war, erlitt Leeson durch diese Umstände einen Nervenzusammenbruch und hörte auf zu fotografieren.
Leeson starb 1931 bei einem Unfall mit Fahrerflucht.

## FotogalerieRubaiyat of Omar Khayyam

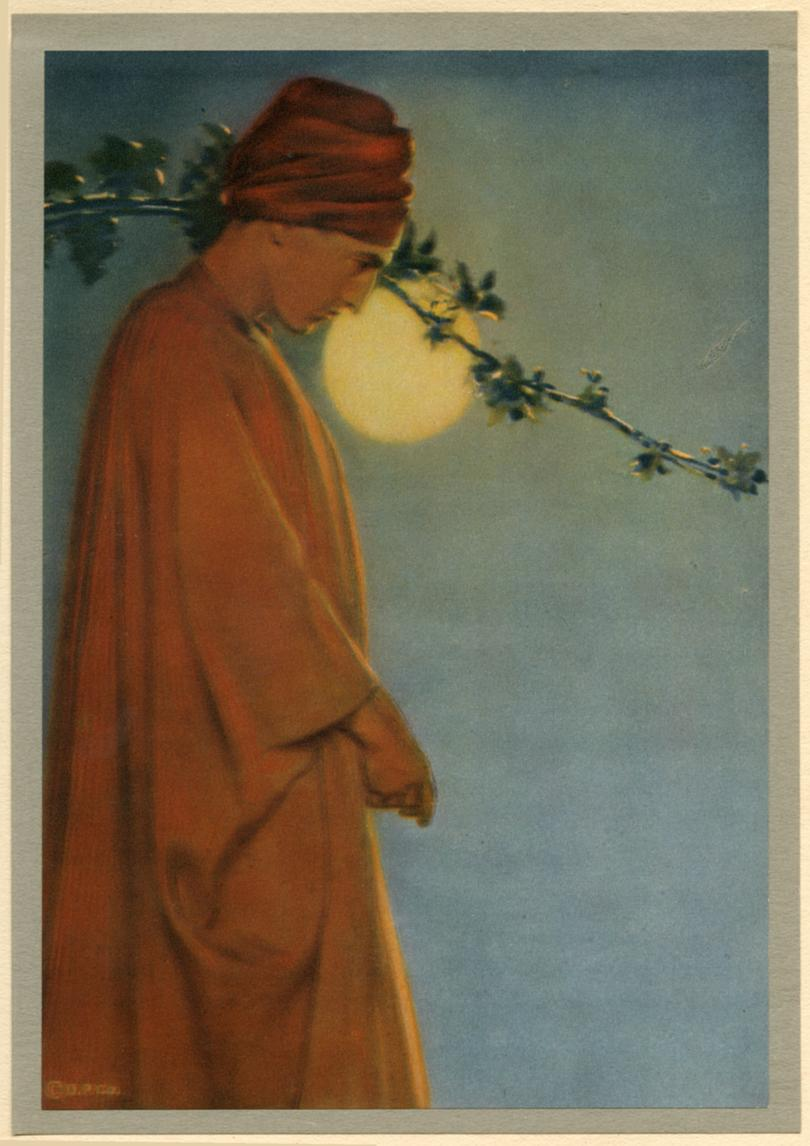
Ruby kindles in the vine
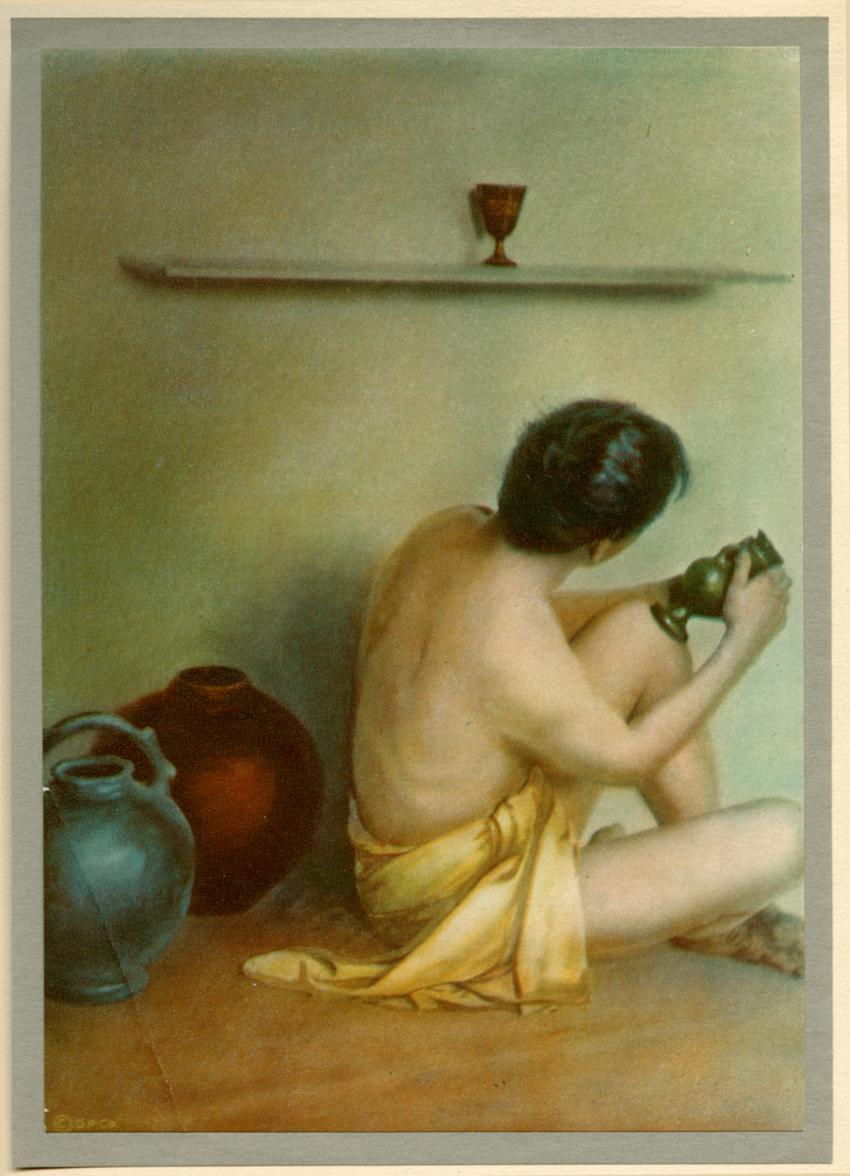
Potter thumping his wet Clay
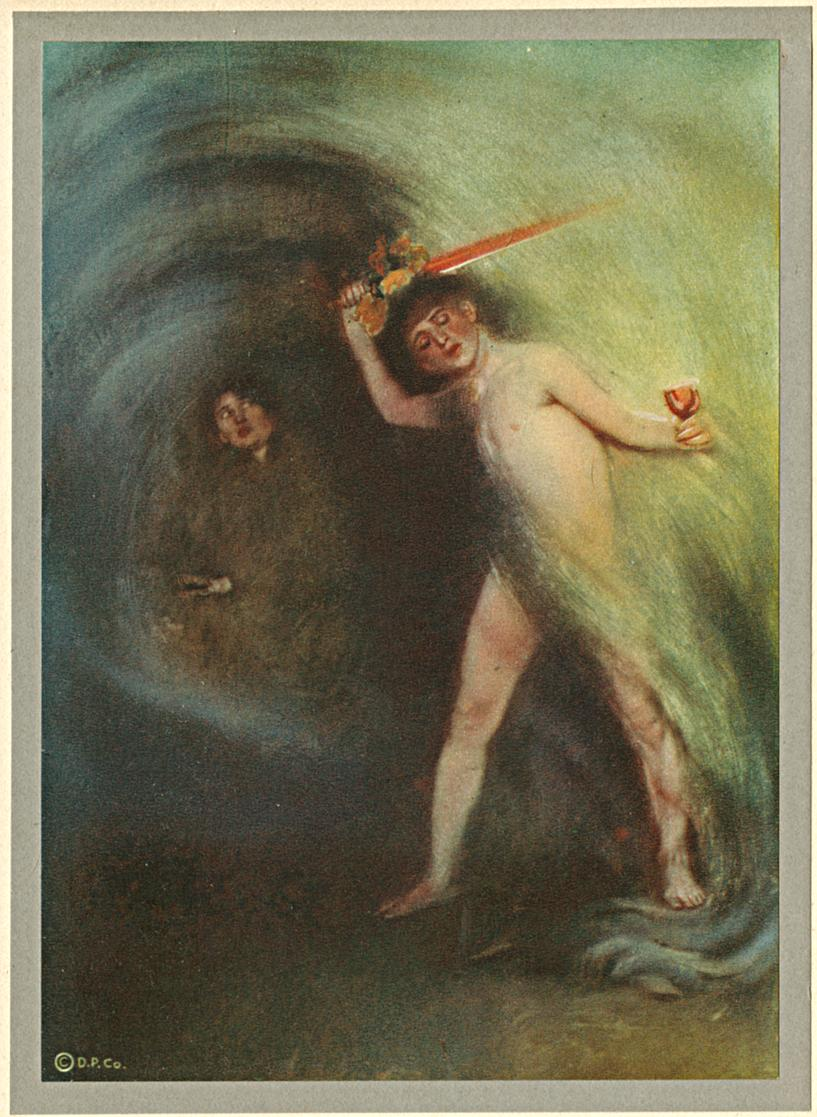
Lured with hope of some Diviner Drink
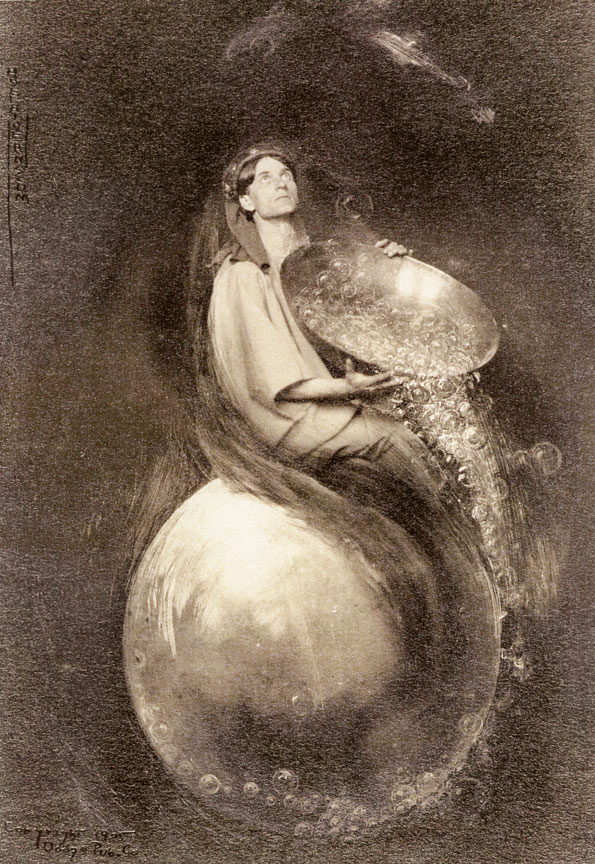
The Eternal Saki
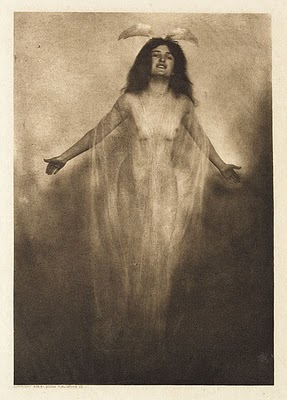
The eternal saki 2
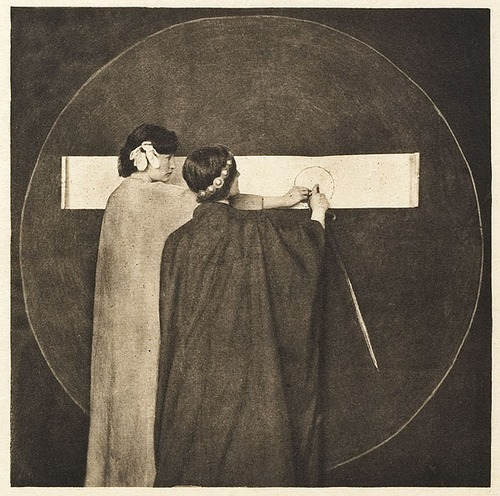
Forgotten corners

## Fotogalerie The Sonnets from the Portuguese

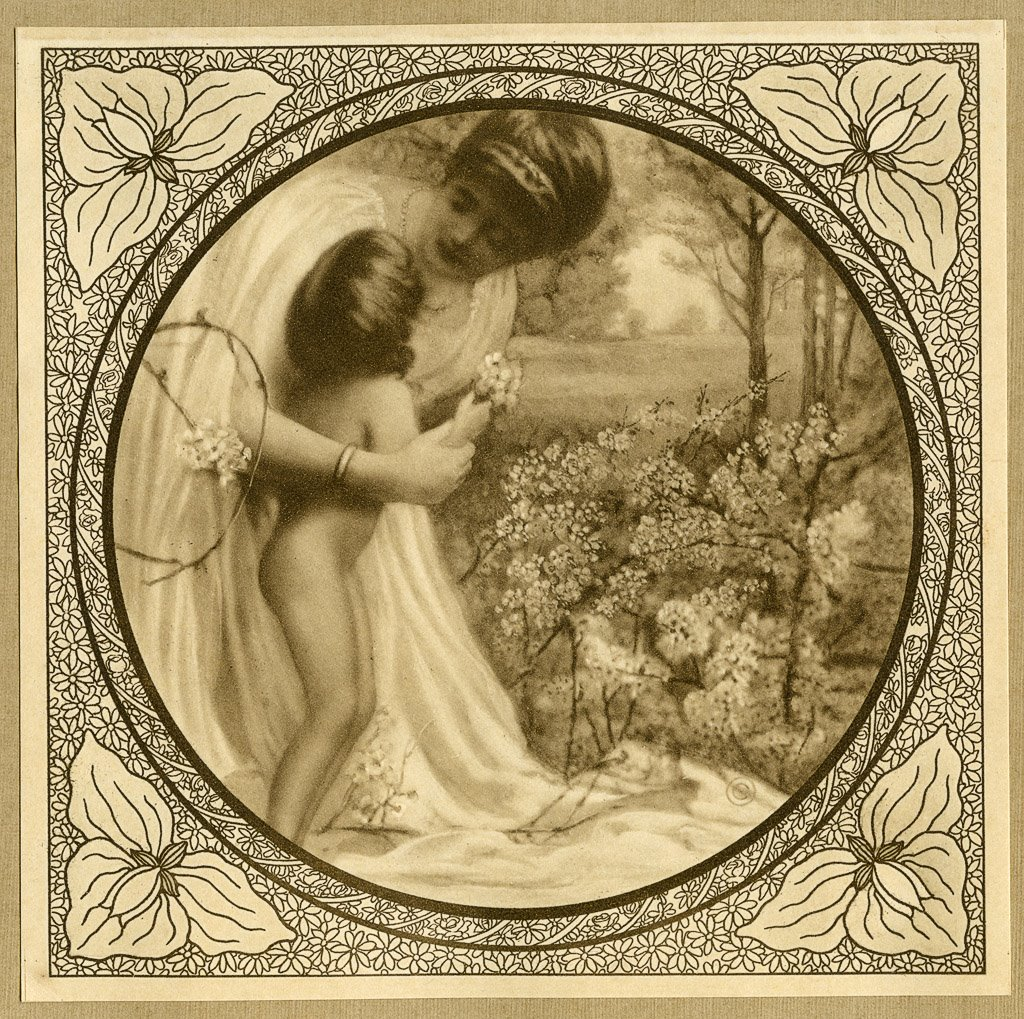
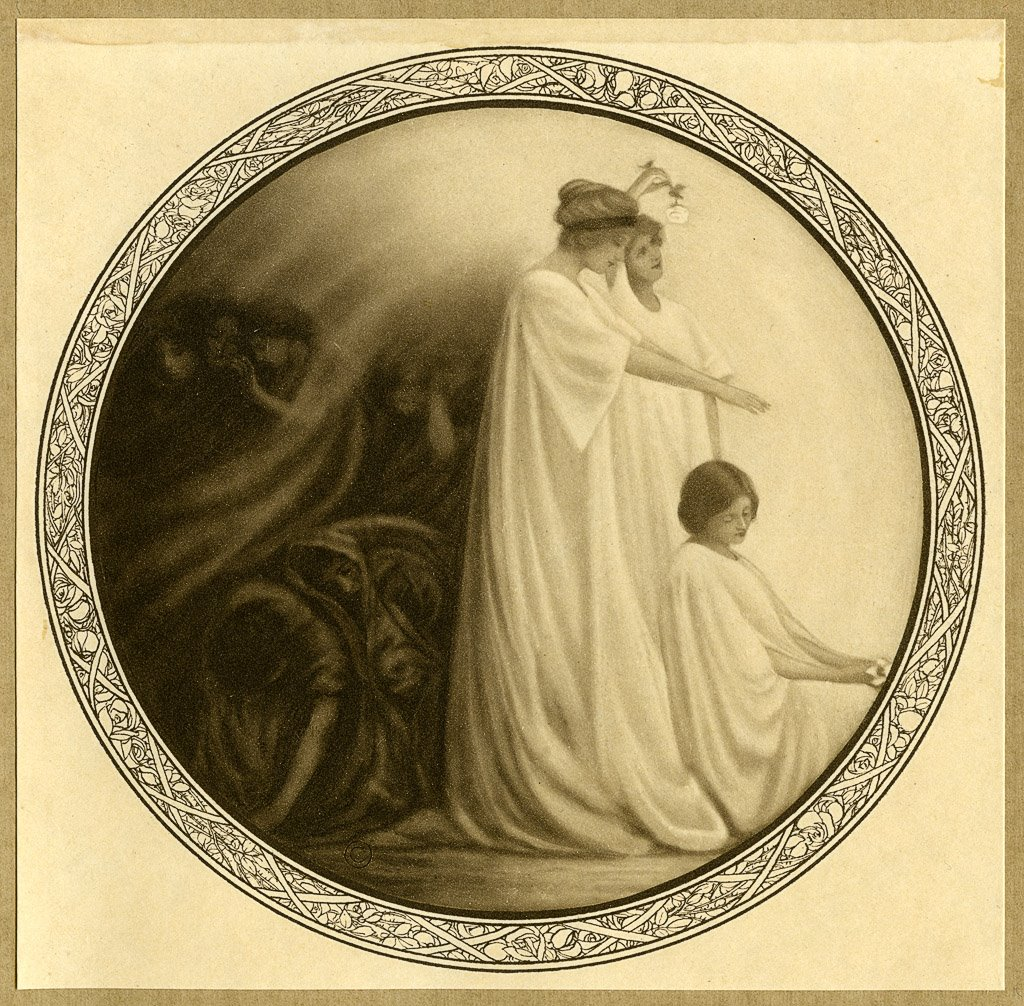
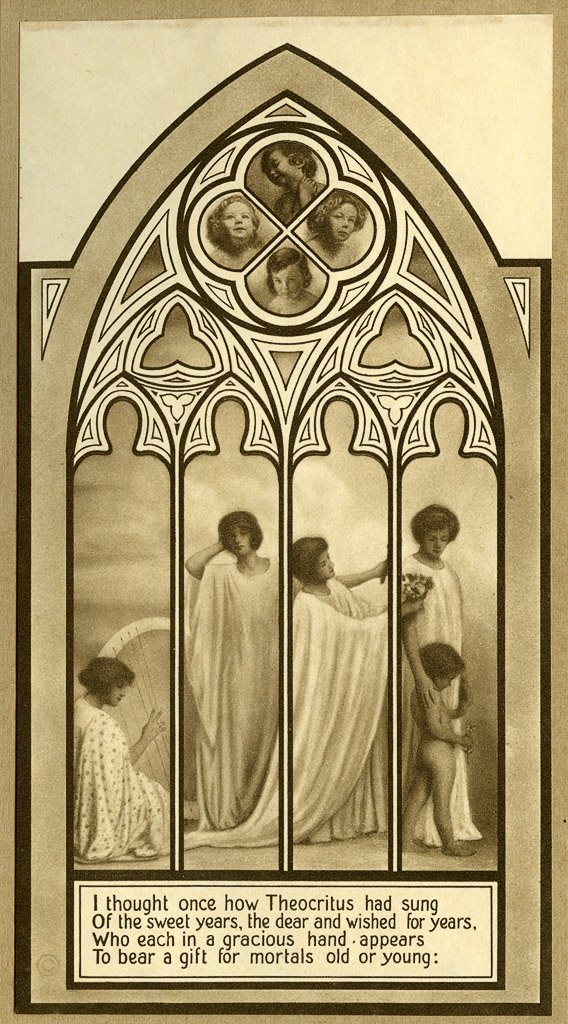
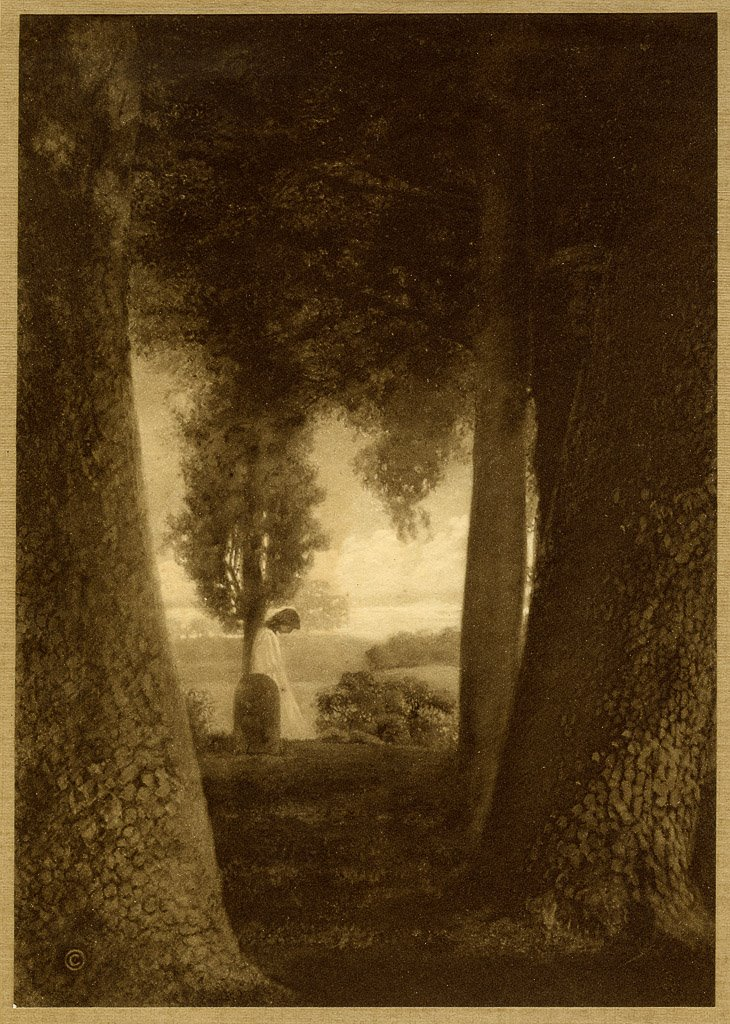